# لیل جی‌جی
لیل جی‌جی (انگلیسی: Lil' JJ؛ زادهٔ ۳۱ اکتبر ۱۹۹۰) هنرپیشه، کمدین، خواننده رپ اهل ایالات متحده آمریکا است.
او در فیلم سالن زیبایی بازی کرده‌است.